# Тышкевич, Януш (воевода киевский)
Я́нуш Тышке́вич-Логойский (пол. Janusz Tyszkiewicz Łohojski; 1590—1649) — магнат и политический деятель Речи Посполитой, представитель графской линии рода Тышкевичей герба «Лелива», воевода киевский с 1630 года, староста снятынский и житомирский, владелец Логойска и Бердичева.

## Биография
Родился в 1590 году в семье Теодора Фредерика Тышкевича-Скумина (ум. 1621) и Софии Заславской (ум. после 1617), внук воеводы берестейского и державца волковысского Юрия Тышкевича-Скумина (ум. 1576).
Начал свою карьеру военным, участвовал под началом гетмана великого коронного Станислава Жолкевского в трагической Цецорской битве в 1620 году.
В 1627 году основал в Бердичеве монастырь «босых кармелитов» и подарил ему чудотворный образ Божьей матери, который издавна хранился в доме его предков. В грамоте на учреждение монастыря Бердичев впервые называется местечком.
В 1648-1649 годах воевода киевский Януш Тышкевич, соединив свои надворные отряды, с войском князя-магната Иеремии-Михаила Вишневецкого, вел неудачные бои с восставшими украинскими казаками под предводительством запорожского гетмана Богдана Хмельницкого.
От брака с Ядвигой Белжецкой имел единственную дочь Криштину (ум. после 1655), которая стала женой воеводы берестейского, князя Анджея Масальского (ум. 1651).